# Mormon Trail

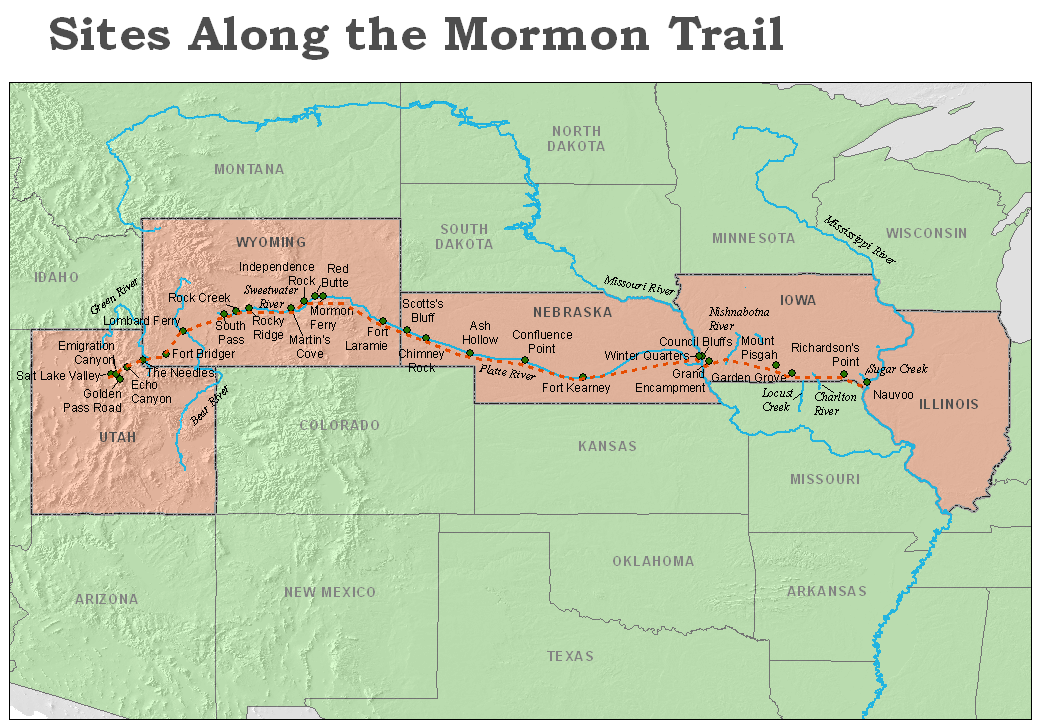
Verlauf des Mormon Trails

Mormon Trail oder auch Mormon Pioneer Trail ist die Bezeichnung für den Weg, den die Mormonenpioniere in der Mitte des 19. Jahrhunderts in Nordamerika zurücklegten, um ein Land zu finden, in dem sie ihre Religion frei von Verfolgung ausüben konnten.

## Geschichte
Im Osten der Vereinigten Staaten wurden sie seit ihrer Gründung durch Joseph Smith 1830 verfolgt, weshalb sie das Hauptquartier der Kirche zunächst nach Ohio, dann nach Missouri und wegen weiterer schwerer Verfolgung schließlich nach Nauvoo, Illinois, nahe der westlichen Grenze der damals besiedelten USA verlegten. Doch dort wurden ihre Häuser niedergebrannt, ihr Anführer Joseph Smith verhaftet und erschossen, worauf sie beschlossen, die Vereinigten Staaten ganz zu verlassen. Im Februar 1846 brachen deshalb die ersten 600 Gläubigen nach Westen auf. Nach beschwerlichem Zug kamen sie im Juli des folgenden Jahres nach einer Wanderung von über 2000 Kilometern am Großen Salzsee im heutigen Staat Utah an. Ihr neuer Führer Brigham Young versprach ihnen ein Gelobtes Land. In einem Tal am Ufer des Salzsees fanden sie das Ziel ihrer Wanderung. Sie waren auf formal mexikanischem Gebiet, aber weit jenseits der Reichweite von dessen Staatsgewalt. Das Land war äußerst schwer zu bearbeiten und man musste Bewässerungsgräben legen, bevor etwas angebaut werden konnte.

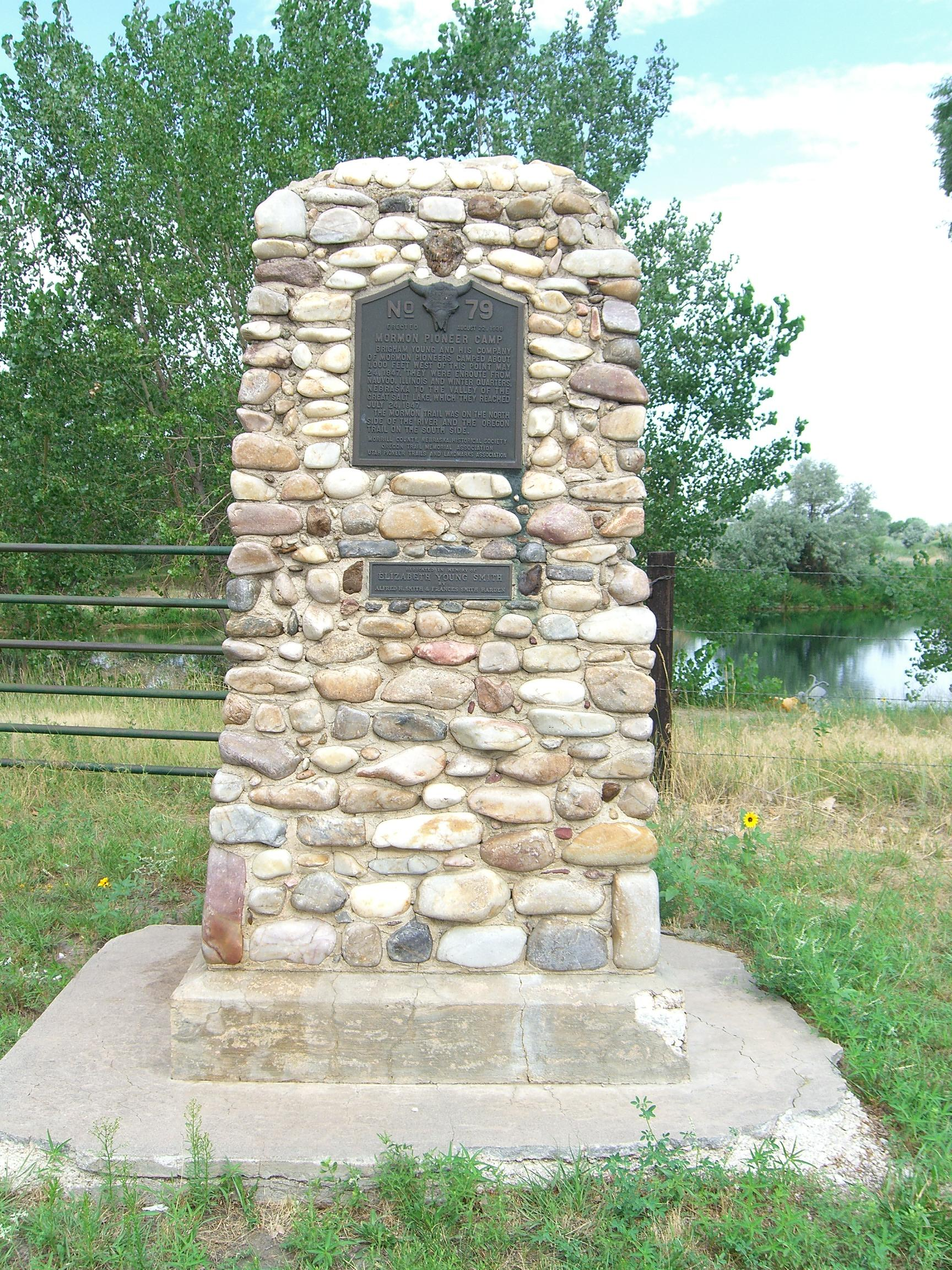
Mormonen-Trail-Monument in Bridgeport, Nebraska

### Trail
Nun legte ein „Vorauskommando“ die Strecke fest und errichtete Zwischenlager mit Farmen zur Versorgung der nachfolgenden Reisenden. Hierzu gehörten u. a. Council Bluffs und Fort Bridger (welches zu diesem Zweck von dem Trapper Jim Bridger gekauft und später im Utah-Krieg von den Mormonen niedergebrannt wurde, um der US-Armee keinen Unterschlupf zu bieten). 148 Personen dieses Vorauskommandos erreichten dann am 24. Juli 1847 das Salzseetal und gründeten den Endpunkt des Mormon Trails, den Ort Salt Lake City. Zu ihnen gehörte u. a. auch Brigham Young, der spätere Gouverneur des Territoriums Deseret, aus dem später der US-Bundesstaat Utah entstand.
Auf dem so vorab festgelegten und markierten Trail folgten in den kommenden zwei Jahren dann weitere ca. 10.000 Mormonen, die aus Nauvoo vertrieben worden waren, sowie über rund zwei Jahrzehnte bis zur Fertigstellung der transkontinentalen Eisenbahn mehrere 10.000 Bekehrte aus den Oststaaten und Europa. Meist reisten diese mit Planwagen bzw. liefen zu Fuß nebenher, einige Gruppen kamen jedoch auch mit Handkarren. Zwei dieser Handkarrenzüge endeten tragisch in einem sehr frühen Wintereinbruch, mehrere Menschen erfroren kurz vor der Ankunft in Utah. 
Das Gebiet, in dem sie siedelten, kam nach dem Krieg mit Mexiko 1848 an die Vereinigten Staaten. Heute ist der Mormon Trail eine Touristenroute und Teil eines Systems historischer Straßen in den USA, dem National Trails System.